# عجیب!
عجیب! (به انگلیسی: !Weird)
دومین آلبوم استودیویی یانگ‌بلاد است که در ۴ دسامبر سال ۲۰۲۰ توسط لوکوموتیو و اینترسکوپ رکوردز منتشر شد. شش تک آهنگ از آلبوم پیش تر منتشر شده بود: "عجیب!" ، "رژ لب توت فرنگی" ، "خدا مرا نجات بده ، اما مرا غرق نکن" ، "پشمک" ، "مریخ" و "مانند خودشان".
در این آلبوم همکاری هایی با مشین گان کلی و تراویس بارکر وجود دارد.
عجیب! در هفته انتشار در صدر جدول آلبوم های انگلیس قرار گرفت.

## لیست آهنگ‌ها
| عجیب!      | عجیب!                                 | عجیب! |
| شماره      | نام                                   | مدت   |
| ---------- | ------------------------------------- | ----- |
| ۱.         | «Teresa»                              | ۳:۲۴  |
| ۲.         | «Cotton Candy»                        | ۲:۴۷  |
| ۳.         | «Strawberry Lipstick»                 | ۲:۴۳  |
| ۴.         | «Mars»                                | ۳:۰۱  |
| ۵.         | «Superdeadfriends»                    | ۲:۲۰  |
| ۶.         | «Love Song»                           | ۴:۰۰  |
| ۷.         | «God Save Me, but Don't Drown Me Out» | ۳:۳۷  |
| ۸.         | «Ice Cream Man»                       | ۳:۱۲  |
| ۹.         | «Weird!»                              | ۳:۰۳  |
| ۱۰.        | «Charity»                             | ۳:۳۹  |
| ۱۱.        | «Acting Like That»                    | ۳:۱۱  |
| ۱۲.        | «It's Quiet in Beverly Hills»         | ۲:۳۶  |
| ۱۳.        | «The Freak Show»                      | ۴:۲۷  |
| مجموع مدت: | مجموع مدت:                            | ۴۲:۰۷ |

| فقط در نسخه ژاپنی ( چند ترک از آلبوم های قبلی ) | فقط در نسخه ژاپنی ( چند ترک از آلبوم های قبلی ) | فقط در نسخه ژاپنی ( چند ترک از آلبوم های قبلی ) |
| شماره                                           | نام                                             | مدت                                             |
| ----------------------------------------------- | ----------------------------------------------- | ----------------------------------------------- |
| ۱۳.                                             | «Braindead!»                                    | ۲:۴۳                                            |
| ۱۴.                                             | «Parents»                                       | ۲:۵۱                                            |
| ۱۵.                                             | «Original Me»                                   | ۳:۲۵                                            |
| ۱۶.                                             | «Casual Sabotage»                               | ۳:۰۸                                            |
| ۱۷.                                             | «Hope for the Underrated Youth»                 | ۴:۰۰                                            |
| ۱۸.                                             | «Waiting on the Weekend»                        | ۲:۳۲                                            |
| مجموع مدت:                                      | مجموع مدت:                                      | ۵۷:۳۸                                           |